# 杜仲
杜仲（学名：Eucommia ulmoides），别名木棉、思仙、思仲、思锦树、石思仙、扯絲皮、棉皮、玉絲皮，为杜仲科植物。杜仲的化学成分包括木脂素类、环烯醚萜类、黄酮类、苯丙素类、甾醇类、三萜类、多糖类、抗真菌蛋白和矿物元素等。

## 形态
落叶乔木，可高达15米；体含硬性橡胶，树皮折断引伸，露出细丝；长椭圆形叶子互生，无托叶，长8－16厘米，叶缘呈锯齿状；春季开花，花单性，无花被，雌雄异株，雄花簇生，由10个雄蕊组成，雌花单生，有梗；长椭圆状扁平的果实为单翅果，长2－3厘米，宽1－2厘米，果期6－11月。

## 分布
产于中国中部及西南部，是中国的特有种。树皮可以入中药，所以一直被培植。树皮还可以提取硬橡胶，可製造輪胎。
杜仲也被引种到欧美各地的植物园，被称为“中国橡胶树”，虽然和橡胶树并没有任何亲緣关系。杜仲耐寒，可以忍受下雪的低溫環境。

## 分类
杜仲科只有一属一种，克朗奎斯特分类法将杜仲科单独列为一目，但2003年根据基因分析分类的APG II 分类法将杜仲科和丝缨花科一起列为丝缨花目。

## 用途

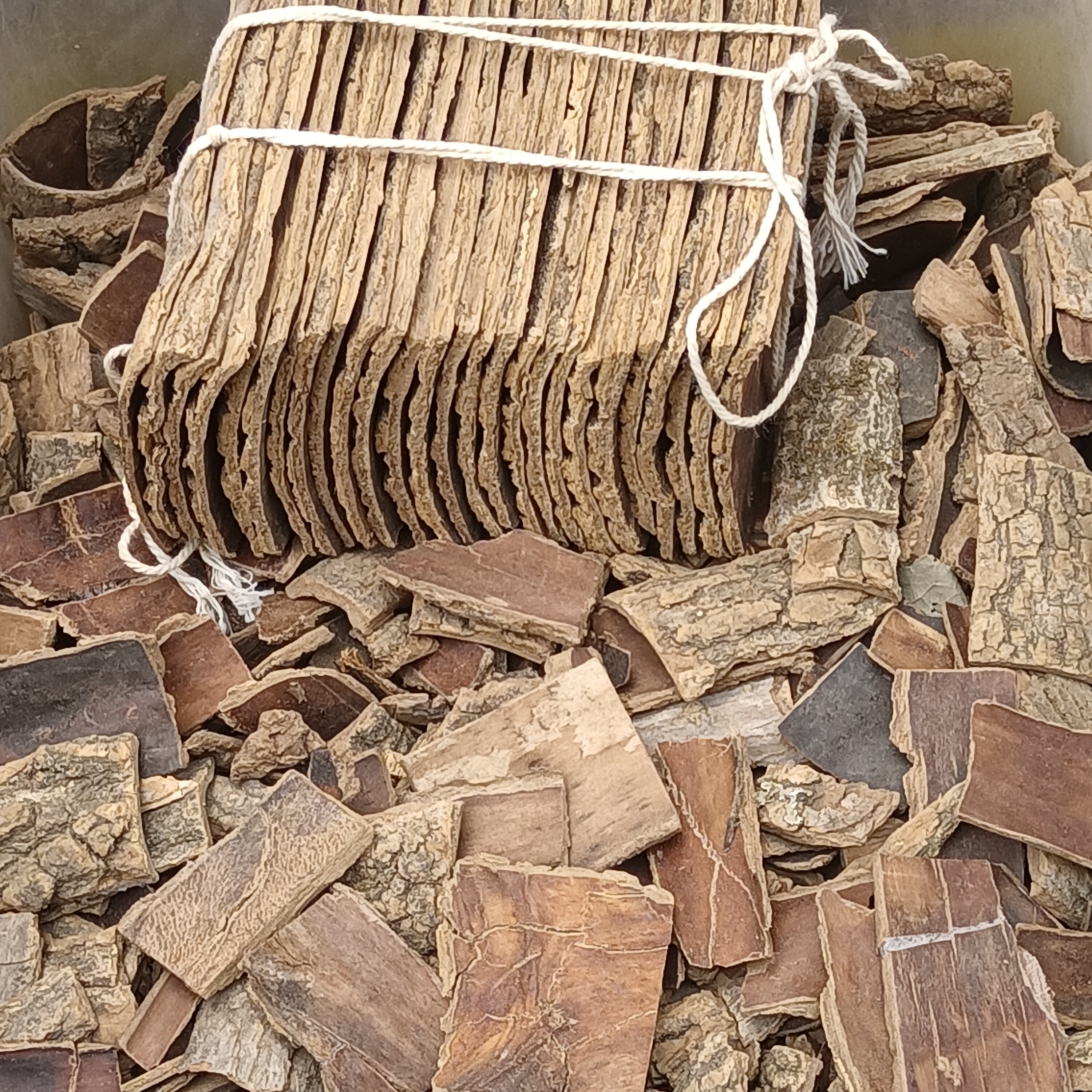
杜仲树皮

杜仲的树皮、叶子和果实所含的杜仲胶，绝缘性强，能抗海水腐蚀，为重要的工业原料。

### 药用
中藥別名木棉、絲棉皮、北仲、製杜仲、厚杜仲。

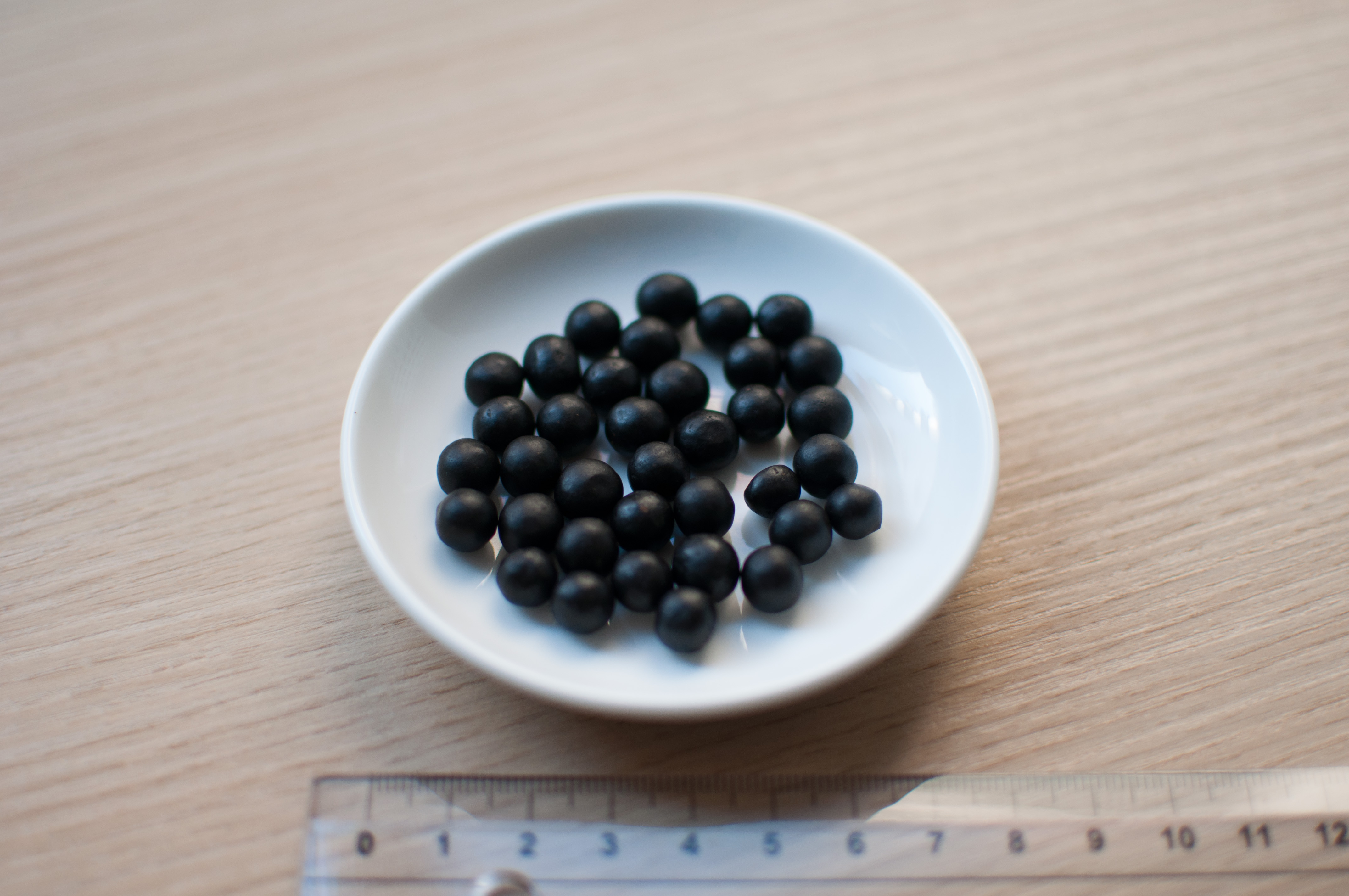
杜仲丸

中医上以树皮入药，性温、味甘，歸肝、腎經。功能补肝肾、强筋骨，主治腰脊痠痛、足膝痿弱、胎漏胎坠等症。
现代科学研究显示，杜仲具有降血压、降血脂、降血糖、抗肿瘤、抗菌、抗病毒、抗炎、抗氧化、抗骨质疏松、保肝、护肾等药理作用。
對許多產後婦女而言，服用杜仲茶能大幅度的改善腰痠背痛的身體上痛苦。

## 外部連結
- 杜仲 Duzhong （页面存档备份，存于） 藥用植物圖像數據庫 (香港浸會大學中醫藥學院) （中文）（英文）
- 杜仲 中藥材圖像數據庫  (香港浸會大學中醫藥學院) （中文）（英文）
- 杜仲葉 中藥材圖像數據庫  (香港浸會大學中醫藥學院) （中文）（英文）
- 杜仲 Du Zhong （页面存档备份，存于） 中藥標本數據庫 (香港浸會大學中醫藥學院) （繁體中文）（英文）

## 延伸阅读
[在维基数据编辑]
 《欽定古今圖書集成·博物彙編·草木典·杜仲部》，出自陈梦雷《古今圖書集成》
 《植物名實圖考·杜仲》，出自吳其濬《植物名實圖考》
1. 1 2 3  冯晗; 周宏灏; 欧阳冬生. . 中国临床药理学与治疗学. 2015-06-29, 20 (6): 713–720  [2016-09-27]. （原始内容存档于2020-08-19）.
2. ↑  ABoxTik. . aboxtik.com. 2023-07-31  [2024-01-24]. （原始内容存档于2024-01-24） （中文（繁體））.